# Нафтохімічний комплекс України

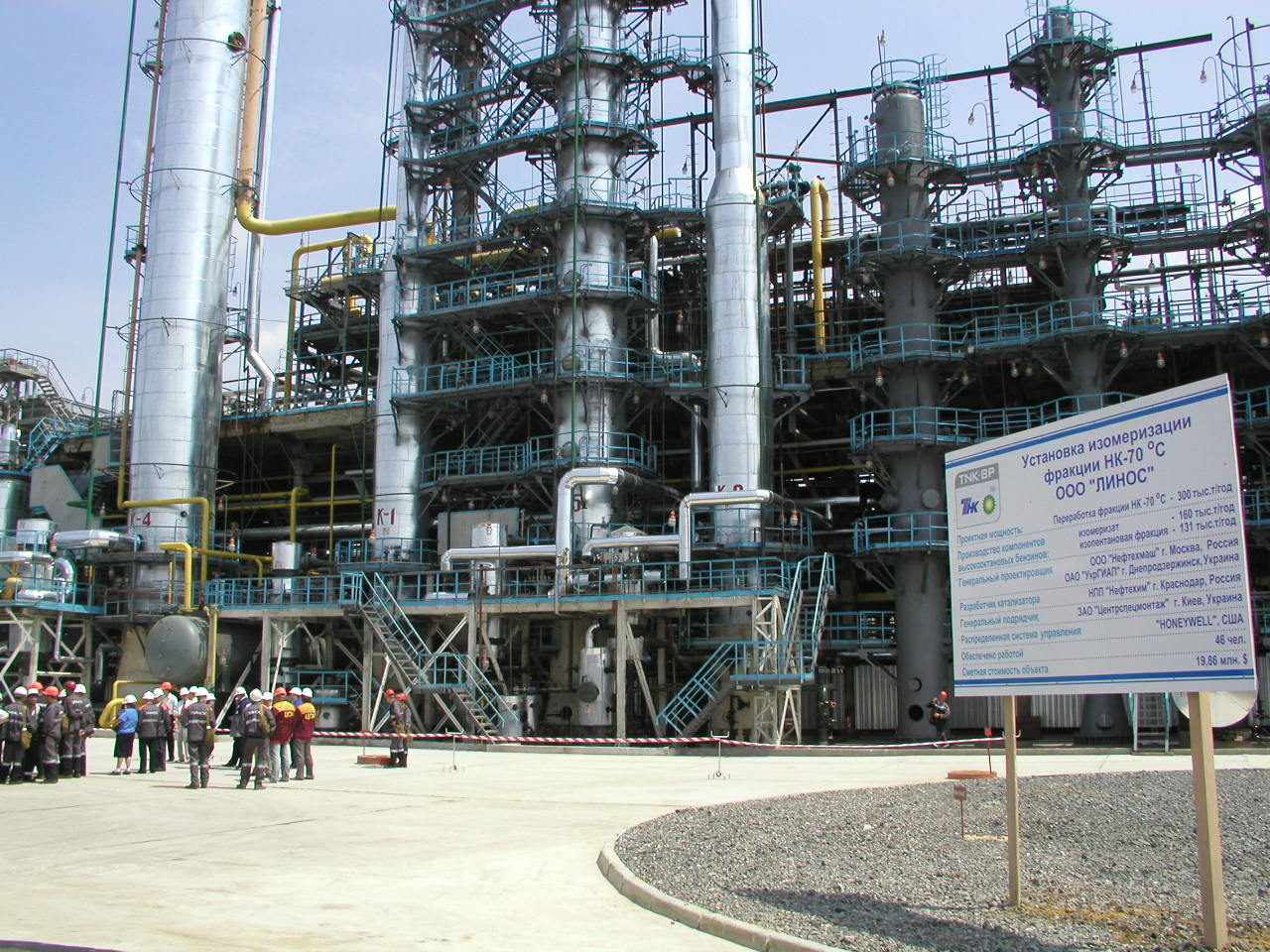
Лисичанський нафтопереробний завод

Нафтохімі́чний ко́мплекс Украї́ни — група українських підприємств нафтохімічного комплексу, що спеціалізується на виробництві органічних і неорганічних продуктів на основі нафтових фракцій, природного газу і газів нафтопереробки.

## Статистика і обсяги продукції
Обсяг випуску хімічної і нафтохімічної продукції за підсумками січня-вересня 2004 р. порівняно з аналогічним періодом 2003 р. зріс на 15,6 %, у тому числі у хімічному виробництві — на 11,5 %, у виробництві гумових і пластмасових виробів — 32,9 %. У січні-вересні 2004 р. порівняно з аналогічним періодом 2001 р. найбільш висока динаміка росту спостерігалася у виробництві етилену (в 3,5 рази), пропілену (у 2,5 рази), поліетилену (в 3 рази), комплексних добрив (у 1,8 разів), каустичної соди (в 1,5 рази), лакофарбових матеріалів (у 1,8 разів), синтетичних мийних засобів (у 1,8 разів).
За підсумками січня-серпня 2005 р. обсяг випуску продукції порівняно з аналогічним періодом 2004 р. зріс на 11,4 %. Має місце структурне домінування сировинних секторів, які за 8 місяців 2005 р. в загальній структурі товарного виробництва забезпечили 60 % загального випуску продукції, тоді як в 2004 р. їх частка не перевищувала 55 %. Динаміка приросту продукції залишається найбільш суттєвою та стабільною в сегментах, які характеризуються високою експертною орієнтацією (хімічні напівпродукти та мінеральні добрива).